# Bilal Khan (cầu thủ bóng đá)
Bilal Khan (cầu thủ bóng đá) (sinh ngày 12 tháng 9 năm 1994) là một cầu thủ bóng đá người Ấn Độ từ Khurja thi đấu ở vị trí thủ môn cho Gokulam Kerala FC ở I-League.

## Thống kê sự nghiệp
| Câu lạc bộ                | Mùa giải            | Giải vô địch          | Giải vô địch | Giải vô địch | Cúp Liên đoàn | Cúp Liên đoàn | Cúp Durand | Cúp Durand | AFC     | AFC       | Tổng    | Tổng      |
| Câu lạc bộ                | Mùa giải            | Hạng đấu              | Số trận      | Bàn thắng    | Số trận       | Bàn thắng     | Số trận    | Bàn thắng  | Số trận | Bàn thắng | Số trận | Bàn thắng |
| ------------------------- | ------------------- | --------------------- | ------------ | ------------ | ------------- | ------------- | ---------- | ---------- | ------- | --------- | ------- | --------- |
| Churchill Brothers S.C.   | I-League 2013–14    | I-League              | 9            | 0            | 0             | 0             | 0          | 0          | 0       | 0         | 0       | 0         |
| Hindustan F.C.            | I-League 2015–16    | I-League 2nd Division | 12           | 0            | 0             | 0             | 0          | 0          | 0       | 0         | 0       | 0         |
| Mohammedan S.C. (Kolkata) | 2015                | I-League 2nd Division | 5            | 0            | 0             | 0             | 0          | 0          | 0       | 0         | 0       | 0         |
| FC Pune City              | I-League 2016–17    | I-League              | 8            | 0            | 0             | 0             | 0          | 0          | 0       | 0         | 0       | 0         |
| Gokulam Kerala F.C.       | I-League 2016–17    | I-League              | 13           | 0            | 0             | 0             | 0          | 0          | 0       | 0         | 0       | 0         |
| Tổng cộng sự nghiệp       | Tổng cộng sự nghiệp | Tổng cộng sự nghiệp   | 47           | 0            | 0             | 0             | 0          | 0          | 0       | 0         | 0       | 0         |